# María Eugenia Márquez Rodríguez
María Eugenia Márquez Rodríguez (La Aldea de San Nicolás, Gran Canaria, 1949), conocida como María Eugenia Márquez, es una política del Partido Popular en Canarias.

## Biografía
Obtuvo la licenciatura en Geografía e Historia y trabajó como profesora de Educación General Básica. 
Fue Concejala del Ayuntamiento de Las Palmas de Gran Canaria, en 1997 Consejera de Política Territorial y Medioambiente del Gobierno de Canarias, y en 1999 es nombrada Presidenta del Cabildo Insular de Gran Canaria, primera mujer en acceder a dicho cargo en la historia de la Institución insular.
En la actualidad vive retirada de la actividad política. No obstante, se integró en la lista del Partido Popular al Cabildo Insular de Gran Canaria en las elecciones municipales y autonómicas de 2019, aunque en el último puesto, sin posibilidad real de acceder a un escaño.